# Manòmetre diferencial

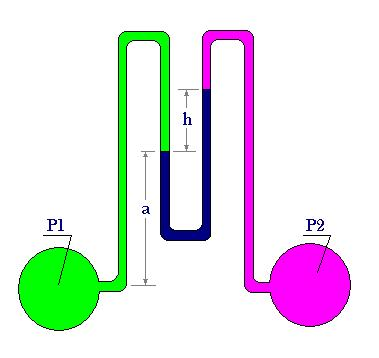
Esquema d'un manòmetre diferencial.

El  manòmetre diferencial  mesura la diferència de pressió entre dos punts (P  1  i P  2 ) d'allí el seu nom.
Amb base a la figura es pot escriure l'equació:
{\displaystyle \ {p_{1}}=p_{2}-\rho .ga-\rho .gh+\rho _{m}.gh-\rho .gh+\rho .gh+\rho .ga}
que es redueix a:
{\displaystyle \ {p_{1}}-p_{2}=hg(\rho _{m}-\rho )}
On:
{\displaystyle \ \rho _{m}} = densitat del líquid manomètric, generalment s'utilitza el mercuri
{\displaystyle \ \rho } = densitat del fluid, aigua en l'exemple de la figura. Si es tracta de gas, el terme {\displaystyle \ \rho .hg} podria menysprear.
La sensibilitat del manòmetre és tan gran, com menor sigui la diferència {\displaystyle \ (\rho _{m}-\rho )}